# Marina Andreea Baboi
Marina Andreea Baboi (n. 4 iunie 1999, Buzău, România) este o atletă română.

## Carieră
A început să practice atletismul la vârsta de 10 ani în cadrul Liceului cu Program Sportiv „Iolanda Balaș Sőter” din Buzău și tot atunci a început activitatea competițională, fiind legitimată, mai întâi, la LPS Buzău și apoi la Clubul Sportiv Steaua București. S-a mutat la București la vârsta de 13 ani. A participat la competiții pentru juniori, cadeți și seniori făcând parte, în anul 2022, din Lotul Olimpic de Atletism și Lotul de Seniori ale României.
A participat la Campionatul European de cadeți de la Tbilisi și la Campionatul European de Juniori de la Grosseto. A fost campioană balcanică în Turcia și în Serbia. Legitimată la SCM Gloria Buzău, a câștigat 8 medalii naționale de aur,  reprezentând tot atâtea titluri de campioană națională la trei categorii de vârstă diferite. A câștigat 4 medalii internaționale, trei de aur și tot atâtea titluri  de campioană balcanică U 20, la care se adaugă o medalie de argint cu ștafeta 4x100 metri a României. Palmaresul balcanic al Marinei Baboi numără 14 medalii, dintre care 11 sunt de aur.
În anul 2018 a obținut 19 medalii de aur și una de argint. Conform Top 10 alcătuit de Federația Română de Atletism, în sezonul în aer liber 2018, Marina Baboi a fost pe primul loc. A obținut 70 de titluri de campioană națională la 60 m, 100 m, 200 m și 4x400 m. La Campionatele Naționale U 20 desfășurate la Pitești a alergat timpi de top european reușind, în finala probei de 100 metri, 11,48 secunde, dar cu un vânt din spate prea puternic (3,3 m/sec). În serii a alergat 11,57 secunde, fiind singura atletă din România, care a reușit să coboare sub timpul de 11,60 secunde. Este elevă a profesoarei Doina Voinea.
Pentru activitatea sa competițională și rezultatele obținute, în anul 2020 Ministerul Tineretului și Sportului i-a conferit titlul de Maestru Emerit al Sportului.
În anul 2022, palmaresul Marinei Baboi cuprinde 206 medalii la competiții naționale și internaționale cu 152 medalii de aur, 39 medalii de argint și 15 medalii de bronz. Atleta a participat la Campionatele Europene în sală din 2019 și 2021 și la Campionatul Mondial în sală din 2022. La Jocurile Francofoniei din 2023 a obținut două medalii de bronz în probele de 4x100 m și 4x400 m.

## Palmares
| An   | Competiție                                 | Locație                 | Loc            | Eveniment | Note    |
| ---- | ------------------------------------------ | ----------------------- | -------------- | --------- | ------- |
| 2015 | Campionatul Mondial de Juniori (sub 18)    | Cali, Columbia          | 31             | 100 m     | 12,16   |
| 2015 | Festivalul Olimpic al Tineretului European | Tbilisi, Georgia        | 7 (semifinale) | 100 m     | 12,37   |
| 2015 | Festivalul Olimpic al Tineretului European | Tbilisi, Georgia        | 3 (serii)      | 4x100 m   | 48,13   |
| 2016 | Campionatul European de Juniori (sub 18)   | Tbilisi, Georgia        | 11             | 100 m     | 11,96   |
| 2016 | Campionatul European de Juniori (sub 18)   | Tbilisi, Georgia        | 13             | 200 m     | 24,63   |
| 2017 | Campionatul European de Juniori (sub 20)   | Grosseto, Italia        | 16             | 100 m     | 11,97   |
| 2017 | Campionatul European de Juniori (sub 20)   | Grosseto, Italia        | 17             | 200 m     | 24,16   |
| 2017 | Campionatul European de Juniori (sub 20)   | Grosseto, Italia        | 9              | 4x400 m   | 3:46,69 |
| 2018 | Campionatul Mondial de Juniori             | Tampere, Finlanda       | 14             | 100 m     | 11,69   |
| 2019 | Campionatul European în sală               | Glasgow, Marea Britanie | 30             | 60 m      | 7,44    |
| 2019 | Jocurile Europene                          | Minsk, Belarus          | 14             | 100 m     | 11,70   |
| 2019 | Campionatul European de Tineret            | Gävle, Suedia           | 11             | 100 m     | 11,84   |
| 2019 | Campionatul European de Tineret            | Gävle, Suedia           | 8              | 200 m     | 24,10   |
| 2019 | Campionatul European de Tineret            | Gävle, Suedia           | 13             | 4x100 m   | 45,96   |
| 2021 | Campionatul European în sală               | Toruń, Polonia          | 19             | 60 m      | 7,36    |
| 2021 | Campionatul European de Tineret            | Tallinn, Estonia        | 13             | 100 m     | 11,55   |
| 2021 | Campionatul European de Tineret            | Tallinn, Estonia        | 7              | 200 m     | 23,48   |
| 2022 | Campionatul Mondial în sală                | Belgrad, Serbia         | 35             | 60 m      | 7,38    |
| 2023 | Jocurile Francofoniei                      | Kinshasa, RD Congo      | 5 (semifinale) | 100 m     | 11,97   |
| 2023 | Jocurile Francofoniei                      | Kinshasa, RD Congo      | DS             | 200 m     | –       |
| 2023 | Jocurile Francofoniei                      | Kinshasa, RD Congo      | 3              | 4x100 m   | 45,56   |
| 2023 | Jocurile Francofoniei                      | Kinshasa, RD Congo      | 3              | 4x400 m   | 3:45,57 |

## Recorduri personale
| Probă        | Performanță | Dată             | Locație   |
| ------------ | ----------- | ---------------- | --------- |
| 100 m        | 11,50 s     | 30 iulie 2019    | Pitești   |
| 200 m        | 23,48 s     | 10 iulie 2021    | Tallinn   |
| 60 m în sală | 7,29 s      | 5 februarie 2021 | București |